# 朝鮮労働党中央委員会
座標: 北緯39度0分57秒 東経125度44分26秒 / 北緯39.01583度 東経125.74056度
朝鮮労働党中央委員会（ちょうせんろうどうとうちゅうおういいんかい、朝鮮語:조선로동당 중앙위원회）は、朝鮮民主主義人民共和国（北朝鮮）の政党・朝鮮労働党の中央委員会である。
現在の第8期中央委員会は2021年に実施された党大会で選出された。

## 概要
朝鮮労働党中央委員会は朝鮮労働党の最高機関である。
2017年10月7日に第7期党中央委員会第2回総会が開催され、政治局員などを一部補選した。

## 歴代最高指導者
| №                             | 指導者                        | 指導者                        | 就任日                        | 退任日                        |
| 中央委員会委員長（1946–1966） | 中央委員会委員長（1946–1966） | 中央委員会委員長（1946–1966） | 中央委員会委員長（1946–1966） | 中央委員会委員長（1946–1966） |
| ----------------------------- | ----------------------------- | ----------------------------- | ----------------------------- | ----------------------------- |
| 1                             | 金枓奉 （1886–1957?）         |                               | 1946年8月28日                 | 1949年6月30日                 |
| 2                             | 金日成 （1912–1994）          |                               | 1949年6月30日                 | 1966年10月11日                |
| 中央委員会総書記（1966–2011） |                               |                               |                               |                               |
| 1                             | 金日成 （1912–1994）          |                               | 1966年10月11日                | 1994年7月8日                  |
| -                             | 空席                          | 空席                          | 1994年7月8日                  | 1997年10月8日                 |
| 2                             | 金正日 （1941–2011）          |                               | 1997年10月8日                 | 2011年12月17日                |
| -                             | 空席                          | 空席                          | 2011年12月17日                | 2012年4月11日                 |
| 第一書記（2012–2016）         |                               |                               |                               |                               |
| 1                             | 金正恩 （1984–）              |                               | 2012年4月11日                 | 2016年5月9日                  |
| 委員長（2016–2021）           |                               |                               |                               |                               |
| 1                             | 金正恩 （1984–）              |                               | 2016年5月9日                  | 2021年1月10日                 |
| 中央委員会総書記（2021–）     |                               |                               |                               |                               |
| 3                             | 金正恩 （1984–）              |                               | 2021年1月10日                 |                               |

## 第7期党中央委員会委員構成
※2016年5月9日（朝鮮労働党第7次大会終了）時点

### 最高指導者
- 朝鮮労働党委員長：金正恩

### 政治局
- 政治局常務委員会委員：金正恩、金永南、黄炳瑞、朴奉珠、崔竜海
- 政治局員：金正恩、金永南、黄炳瑞、朴奉珠、崔竜海、金己男、崔泰福、李洙墉、金平海、呉秀容、郭範基、金英哲、李万建、楊亨燮、盧斗哲、朴永植、李明秀、金元弘、崔富日
- 政治局員候補：金秀吉、金能五、朴泰成、李容浩、任哲雄、趙延俊、李炳鉄、努光鉄、李永吉

### 中央政務局
- 党委員長：金正恩
- 党中央委員会副委員長：崔竜海、金己男、崔泰福、李洙墉、金平海、呉秀容、郭範基、金英哲、李万建

### 中央軍事委員会
- 委員長：金正恩
- 委員：黄炳瑞、朴奉珠、朴永植、李明秀、金英哲、李万建、金元弘、崔富日、金慶玉、李永吉、徐洪燦

### 中央委員会部長
金己男、李洙墉、金平海、呉秀容、金英哲、李万建、李日煥、安正秀、李哲万、崔相建、李永来、金正任、金仲協、金万成、金勇帥

### 労働新聞
- 責任主筆：李英植

### 中央検閲委員会
- 委員長：洪仁範
- 第一副委員長：鄭明鶴
- 副委員長：李得男
- 委員：金栄歓、金今哲、金勇鮮、金明哲

### 中央検査委員会
- 委員長：崔勝浩
- 副委員長：朴明順
- 委員：桂永三、趙正浩、金京男

### 中央委員
第7次党大会において以下の129人が中央委員会委員に選出された
金正恩、金永南、黄炳瑞、崔竜海、朴奉珠、金己男、崔泰福、李勇武、呉克烈、李明秀、姜錫柱、郭範基、呉秀容、金英哲、楊亨燮、金元弘、金平海、朴永植、盧斗哲、崔富日、趙延俊、金勇進、任哲雄、金徳勲、李武栄、李哲万、李日煥、李万建、安正秀、崔相建、李永来、金正任、金仲協、金万成、洪仁範、金慶玉、李在一、崔輝、李炳鉄、金勇帥、趙永元、李英植、金与正、洪承武、朴道春、金永春、玄哲海、李永吉、徐洪燦、金正覚、努光鉄、金正官、尹東弦、金炯龍、趙南進、廉哲成、趙慶哲、朴正天、尹英植、金洛兼、李勇柱、崔永鎬、魏成日、方斗燮、李成国、楊東勲、李泰燮、朴寿日、金相竜、金今哲、金英福、金明男、金松哲、李昌漢、韓昌淳、尹正麟、金城徳、李勇煥、盧慶駿、崔永林、洪仙玉、金永浩、趙春竜、金鉄万、李洙墉、金萬寿、張赫、董正浩、李竜男、金勝斗、張基浩、張徹、金貞淑、金桂冠、金東日、張昌河、李弘燮、李容浩、朱英植、全勇男、張炳奎、張正男、姜弼勲、金秀吉、朴泰成、姜陽貌、金能五、朴英浩、朴泰徳、金才龍、朴正南、全承勲、金成日、李相元、林景万、太鐘守、李光哲、全景善、呉文賢、朴重根、崔英徳、李忠植、高炳賢、李鳳徳、鄭仁国、崔明哲、太炯哲、洪舒憲、全日浩

### 中央委員候補
第7次党大会において以下の106人が中央委員会委員候補に選出された
全日春、金成男、鄭明鶴、金熙澤、姜冠日、金勝淵、金炳浩、金正植、尹東哲、董永日、韓光相、崔斗勇、李鳳春、宋錫元、姜淳南、宋英健、高明洙、金光秀、許成日、李英哲、李徹、金光赫、許永春、孫哲柱、張東雲、車慶日、呉琴鉄、金明植、康基燮、李国俊、宋駿渉、文明学、金勇光、姜宗官、李学哲、李春三、高吉善、韓竜国、李鍾国、金在成、金光哲、権成浩、崔日龍、趙英哲、姜英哲、奇光浩、金京準、姜英秀、文応兆、姜河国、朴春南、李宗茂、李忠吉、金千均、王昌玉、柳哲宇、白峰善、朴元学、李慧正、安東春、李川花、黄順姫、朱奎昌、金斗日、姜鳳勲、李承浩、朱永吉、李明吉、金正順、姜允石、申運学、金亨俊、池在竜、車熙林、姜炯奉、金栄哲、金東日、尹在学、朴昌範、咸世鎮、呉春英、車鎮順、崔鳳浩、鄭夢弼、李昌吉、張敬哲、李成権、楊勝虎、宋広哲、趙賢文、金忠傑、韓成南、宋基哲、崔燦乾、金光南、明松哲、林春成、李亨根、張明学、金勝日、鄭日万、金明植、金哲洙、明善英、許光日、李民哲

## 第7期党中央委員会委員の変動

### 第7期党中央委員会第2回総会補選委員
第7期党中央委員会第2回総会（2017年10月7日開催）で補選されたメンバーは以下の通り。
- 政治局員：朴光浩、朴泰成、太宗秀、安正秀、李容浩
- 政治局員候補：崔輝、朴太徳、金与正、鄭敬沢
- 党中央委員会副委員長：朴光浩、朴泰成、太宗秀、朴太徳、安正秀、崔輝
- 党中央軍事委員会委員：崔竜海、李炳鉄、鄭敬沢、張吉成
- 中央委員（中央委員候補からの昇格）：金炳鎬、金明植、金正植、崔斗用
- 中央委員（補選）：李周午、全光虎、高人虎、崔東明、梁元戸、金光革、弘永七、金明吉、金斗日、梁正訓、李煕用、許哲用
- 中央委員候補：申龍万、劉進、申永鉄、張吉成、朱成男、林光雄、張龍植（朝鮮語版）、金勇虎、玄松月、馬園春、廉哲粹、宋春燮、張俊尚、金英才、金春道、金昌光、金永奎、趙峻募、申永哲、金昌葉、張春実、朴鉄民、朴文好、崔昇龍、崔楽賢、許峯日、金光英、孫泰鉄
- 中央委員会部長：崔竜海、朴光浩、太宗秀、金勇帥、梁元戸、朱永植、申龍万
- 労働新聞社責任主筆：金炳鎬
- 党中央委員会検閲委員会委員長：趙延俊
- 道党委員長：金斗日（平安南道党委員長）、梁正訓（黄海北道党委員長）、李煕用（咸鏡北道党委員長）

### 第7期党中央委員会第3回総会補選委員
第7期党中央委員会第3回総会（2018年4月20日開催）で補選されたメンバーは以下の通り。
- 政治局員：金正覚
- 中央委員（中央委員候補からの昇格）：申英哲、孫哲珠、張吉成、金成男
- 中央委員（補選）：キム・ジュンソン、金昌善、鄭英国、リ・ドゥソン
- 中央委員候補：李善権、ホン・ジョンドゥク、ソク・サンウォン、張吉龍、朴勲、コ・ギチョル、アン・ミョンゴン、コ・ミョンチョル、キム・ソンウク、ホン・マンホ、キム・チョルハ、キム・ヨング、キム・チョルリョン、金日国
- 党中央検査委員会委員：コ・チョルマン、チェ・ソングン

### 第7期党中央委員会第4回総会補選委員
第7期党中央委員会第4回総会（2019年4月10日開催）で補選されたメンバーは以下の通り。
- 政治局常務委員：金永南が退任[7]。金正恩、崔竜海、朴奉珠の3名体制に移行。
- 政治局員：金才龍、李萬建、崔輝、朴太徳、金秀吉、太亨徹、鄭京擇
- 政治局員候補：趙甬元、金徳訓、李龍男、朴正男、李煕用、趙春龍
- 党中央委員会副委員長：朴奉珠、李萬建
- 党中央軍事委員会委員：金才龍、李萬建、太宗秀、キム・チョグク
- 党中央委員会部長：李萬建、張金哲、金東日
- 党中央委員会第一副部長：趙甬元、キム・チョグク、金勇帥
- 道党委員長：姜峯訓（慈江道党委員長）、朴昌虎（黄海北道党委員長）、李哲萬（黄海南道党委員長）、金賛三（南浦市党委員長）

### 第7期党中央委員会第5回総会補選委員
第7期党中央委員会第5回総会（2019年12月28日から12月31日まで開催）で補選されたメンバーは以下の通り。
- 政治局常務委員：変動なし[注釈 1]。
- 政治局員：李日煥、李炳哲、金徳訓
- 政治局員候補：金正官、朴正天、金衡俊、許哲万、李虎林、金日哲
- 党中央委員会副委員長：李日煥、金衡俊、李炳哲、金徳訓
- 党中央委員（中央委員候補からの昇格）：金衡俊、韓光相、姜宗官、金光哲、金京準、楊勝虎、クァク・チャンシク、パク・クァンジュ、パク・ミョンス、李逢春、松碩元
- 党中央委員（直接補欠選挙）：許哲万、李虎林、呉日晶、金栄歓、金日哲、金正浩、孫英勲、林光日、崔相建
- 党中央委員候補：チャン・グァンミョン、チョン・ヒョンチョル、シム・ホンビン、李泰日、チェ・グァンイル、リ・ワンシク、リ・ヨンチョル、チェ・チュンギル、キム・ハクチョル、キム・チョル、朴正根、全学哲、チョ・ヨンドク、シン・ヨンチョル、金承進、ムン・ジョンウン、リ・ジョンギル、チェ・ソンナム、チョン・ヒョンギル、カン・ソン、キム・ヨンベ、キム・ギリョン、申紅哲、キム・ヨンナム
- 党中央検閲委員会委員長：李象元
- 党中央委員会部長：李日煥、金衡俊、崔輝、李炳哲、金徳訓、崔富日、許哲万、李虎林、韓光相、呉日晶
- 党中央委員会第一副部長：金東日、李永吉、金与正、李英植
- 道党委員長：金栄歓（両江道党委員長）

## 第8期党中央委員会委員構成
※2021年1月11日時点。

### 最高指導者
- 朝鮮労働党総書記（総秘書）：金正恩

### 政治局
- 政治局常務委員会委員：金正恩、崔竜海、李炳鉄、金徳訓、趙甬元
- 政治局員：金正恩、崔竜海、李炳鉄、金徳訓、趙甬元、朴泰成、朴正天、鄭尚学、李日煥、金頭日、崔相建、金才龍、呉日晶、金英哲、呉秀容、権英進、金正官、鄭京擇、李永吉
- 政治局員候補：朴太徳、朴明順、許哲万、李哲万、金享植、太亨徹、金栄煥、朴正根、楊勝虎、全賢哲、李善権

### 書記局（秘書局）
- 総書記（総秘書）：金正恩
- 第一書記（秘書）[10]：趙甬元（組織担当[11]）
- 党中央委員会書記（秘書）：朴泰成、李炳哲、鄭尚学、李日煥、金頭日（経済担当）、崔相建

### 中央軍事委員会
- 委員長：金正恩
- 副委員長：李炳哲
- 委員：趙甬元、呉日晶、金兆国、強純男、呉秀容、朴正天、権英進、金正官、鄭京擇、李永吉、林光日

### 中央委員会部長
担当部局は以下の通り。
| 部局         | 部長   | 就任          | 退任          |
| ------------ | ------ | ------------- | ------------- |
| 宣伝扇動部   | 朴泰成 | 2021年1月10日 | 現職          |
| 勤労団体部   | 李日煥 | 2021年1月10日 | 現職          |
| 組織指導部   | 金才龍 | 2021年1月10日 | 現職          |
| 軍政指導部   | 呉日晶 | 2021年1月10日 | 現職          |
| 規律調査部   | 朴太徳 | 2021年1月10日 | 現職          |
| 国際部       | 金成男 | 2021年1月10日 | 現職          |
| 幹部部       | 許哲万 | 2021年1月10日 | 現職          |
| 法務部       | 金享植 | 2021年1月10日 | 現職          |
| 軽工業部     | 朴明順 | 2021年1月10日 | 現職          |
| 農業部       | 李哲万 | 2021年1月10日 | 現職          |
| 軍需工業部   | 強純男 | 2021年1月10日 | 現職          |
| 統一戦線部   | 金英哲 | 2021年1月10日 | 現職          |
| 財政経理部   | 金勇帥 | 2021年1月10日 | 現職          |
| 経済部       | 金頭日 | 2021年1月10日 | 2021年2月11日 |
| 経済部       | 呉秀容 | 2021年2月11日 | 現職          |
| 青年事業部   | 崔輝   | 2021年1月10日 | 現職          |
| 担当部局不明 | 李斗星 | 2021年1月10日 | 現職          |
| 担当部局不明 | 金世福 | 2021年1月10日 | 現職          |
| 担当部局不明 | 朴正男 | 2021年1月10日 | 現職          |
| 担当部局不明 | 李頭城 | 2021年4月11日 | 現職          |

### 労働新聞
- 責任主筆：朴英敏

### 中央検査委員会
- 委員長：鄭尚学
- 副委員長：朴太徳、李煕用
- 委員：李京哲、朴光植、朴光雄、全太宗、鄭仁哲、金成哲、張企虎、姜潤石、禹尚哲、張光峰、金光哲、呉東日

### 中央委員
第8次党大会において以下の138人が中央委員会委員に選出された。
金正恩、崔龍海、李炳哲、金徳訓、金才龍、李日煥、崔輝、朴太徳、金英哲、許哲万、金享植、朴明順、崔相建、呉日晶、金勇帥、申龍萬、全賢哲、趙甬元、李煕用、朴泰成、金与正、李英植、金成男、洪承武、張光明、崔東明、鄭尚学、朴成哲、李京哲、安金哲、玄松月、金炳鎬、張龍植、金兆国、朴光植、金成基、朴光雄、金正植、趙永哲、金世福、朴正男、金成哲、鄭仁哲、全太秀、朴英敏、馬宗善、太亨徹、高吉先、呉東日、楊勝虎、呉秀容、金栄歓、金頭日、李在南、文景徳、李哲萬、朴昌浩、姜峯訓、金賛三、李正南、李泰日、申永鉄、張英鹿、林景萬、李善権、全学哲、金忠傑、姜宗官、金正南、朴勲、李成鶴、宋春燮、李忠吉、金承進、金京準、金承斗、張企虎、朴正根、張春城、金成龍、金有日、李永吉、鄭京擇、張正男、金光哲、張光峰、姜潤石、禹相哲、張昌河、李弘燮、姜京浩、林英鉄、沈紅賓、金金哲、朱哲奎、尹材革、朴文好、金順哲、劉進、姜学鉄、李勇憲、金光男、韓永日、金哲夏、李光哲、努光鉄、全日好、李国哲、崔炳完、朴正天、金秀吉、金正官、趙慶喆、方頭燮、林光日、権泰英、強純男、徐洪燦、権英進、李斗星、朴永日、金明食、金光赫、金正吉、朴寿日、崔頭用、韋成日、朴光柱、李泰燮、崔春吉、朴名帥、宋永健、李永哲、金永福、李逢春、崔光日、松碩元、霍昌植、韓順哲

### 中央委員候補
第8次党大会において以下の111人が中央委員会委員候補に選出された。
金銅日、李成峰、池明俊、李継奉、李龍男、金哲秀、韓龍国、王昌旭、李錟、康鉄苟、金日国、蔡成学、李哲山、崔善姫、趙英徳、李燦華、金基龍、徐虎元、尹正虎、任景栽、朱勇日、朴赫哲、李革権、張京日、陳錦松、金忠誠、崔京哲、南哲光、高正范、徐鐘進、金英植、沈勝健、康権日、承正奎、朴哲民、張春憲、朴仁哲、韓鐘革、申紅哲、李星烈、崔希太、姜炯峰、金英哲、李兄根、朴万浩、李成国、申昌日、呉慶龍、桂明哲、朴明善、朴鐘虎、金英南、趙峻募、李勝虎、崔明秀、申明仙、金進勇、李航杰、韓万興、楊明哲、金光福、宋承哲、呉春英、咸勢真、金賢一、玉勇秀、李正吉、李昌吉、崔成男、安福万、崔長日、高明哲、張敬鉄、韓明秀、金鮮旭、崔升龍、盧益、鄭延学、崔東賢、徐元吉、金永哲、咸南赫、韓成男、金光英、明松哲、洪万浩、泰真赫、李慶日、金明赫、金亨范、金勇九、金秀男、李成道、呉琴鉄、文正雄、崔京鉄、康善、金光旭、許光日、朴志民、金正鉄、李敏哲、閔喜福、李慶天、高名帥、金学哲、金柱三、金春橋、金勇浩、林光雄、金福男

## 第8期党中央委員会委員の変動

### 第8期党中央委員会第2回総会補選委員
第8期党中央委員会第2回総会（2021年2月8日から11日まで開催）で補選されたメンバーは以下の通り。
- 政治局員：李善権
- 政治局員候補：金成男
- 党中央委員会書記（秘書）兼経済部長：呉秀容
- 中央委員（中央委員候補からの昇格）：金銅日、金英南、金哲秀
- 中央委員候補：洪赫哲、李京浩、崔永進、龍君哲、鄭西哲

### 第8期党中央委員会第3回総会補選委員
第8期党中央委員会第3回総会（2021年6月15日から18日まで開催）で補選されたメンバーは以下の通り。
- 政治局員：太亨徹
- 政治局員候補：禹相哲

### 第8期党中央委員会第3回政治局拡大会議
第8期党中央委員会第3回政治局拡大会議（2021年9月2日開催）で補選されたメンバーは以下の通り。
- 政治局常務委員：朴正天
- 政治局員候補：劉進、林光日、張正男

### 第8期党中央委員会第4回総会補選委員
第8期党中央委員会第4回総会（2021年12月27日から31日まで開催）で補選されたメンバーは以下の通り
- 政治局員∶朴正根
- 政治局員候補∶李泰燮
- 中央委員∶韓龍国、王昌旭、金日国、姜亨奉、陳金松、車明南、徐鐘進、李革権

## 委員会から与えられる勲章
- 労力英雄
- 功勲体育員
- 人民俳優
- 功勲俳優